# Giorgio Zucchelli
Giorgio Zucchelli (Porotto, 20 dicembre 1908 – Africa Orientale Italiana, 5 marzo 1937) è stato un militare italiano, insignito della medaglia d'oro al valor militare alla memoria nel corso delle grandi operazioni di polizia coloniale in Africa Orientale Italiana.

## Biografia
Nacque a Porotto, in provincia di Ferrara, il 20 dicembre 1908, figlio di Antonio e Zena Sagace. Arruolatosi nel Regio Esercito, l'11 novembre 1930 entrò nella Scuola allievi ufficiali di complemento di Spoleto, uscendone con il grado di sottotenente il 18 giugno 1931, assegnato al 27º Reggimento fanteria. Posto in congedo il 31 agosto 1932, tre anni dopo venne richiamato in servizio a domanda, assegnato al Regio corpo truppe coloniali della Libia. Sbarcato a Tripoli il 15 aprile 1935, venne assegnato al V Battaglione libico del 2º Reggimento fanteria coloniale e promosso tenente a scelta ordinaria nel luglio successivo. Pochi mesi dopo partì con il suo battaglione, mobilitato per le esigenze legate alla guerra d'Etiopia, per la Somalia italiana; sbarcò a Brava il 27 febbraio 1936 e si distinse fin dai primi combattimenti per l'occupazione della impervia regione del Caramulata e per la distruzione delle forze di Ras Destà Damtù. Cadde in combattimento il 5 marzo 1937 e fu decorato con la medaglia d'oro al valor militare alla memoria.

### Fonti
1. 1 2 3 4 5  Combattenti Liberazione.
2. 1 2 3  Gruppo Medaglie d'Oro al Valor Militare 1965, p. 213.
3. ↑   Medaglia d'oro al valor militare Zucchelli, Giorgio, su Quirinale. URL consultato l'11 luglio 2021.